# شارلوت إندبنتنس
تشارلوت إندبنتنس (بالإنجليزية: Charlotte Independence)‏ هو فريق كرة قدم احترافي أسس في 2014 بمدينة تشارلوت، كارولاينا الشمالية، يلعب هذا النادي حاليا في بطولة الدوري الأمريكي في القسم الشرقي.